# Tami Notsani
Tami Notsani (née Tamar Notsani en Israël en 1972) est une photographe israélienne, installée en France depuis 2000. Elle vit et travaille en France et en Israël.
Elle travaille « beaucoup sur la transformation, celle des visages adolescentes ou vieillissants, celle des paysages. »

## Biographie

### Formation
Tami Notsani abandonne des études scientifiques en chimie, pour étudier la photographie au sein de l'école des beaux-arts Bezalel à Jérusalem. Entre 2004 et 2006, elle poursuit son parcours avec un troisième cycle au Fresnoy, studio national des arts contemporains.

### Vie privée
Elle est l'épouse du réalisateur et vidéaste Laurent Mareschal.

## Manifestations, musées et collections
Son travail est présenté en France et à l'étranger dans de nombreuses institutions et manifestations d'art contemporain, notamment  le Mois européen de la photographie, MNHA, Luxembourg ; Au Bazar du genre, musée des Civilisations de l'Europe et de la Méditerranée (MUCEM), Marseille ; Nuit blanche, Paris ; Emily Harvey Gallery, New York ; musée d'art d'Ashdod, Israël ; ainsi qu'aux Rencontres de la photographie d'Arles.
Ses photos figurent dans plusieurs collections et institutions telles que le CNAP, le musée d'Art moderne et contemporain de Strasbourg ; le Mamco de Genève ; la collection départementale de Seine-Saint-Denis ; le musée d'art d'Ashdod et la Discount Bank en Israël ; ainsi que dans diverses collections privées en France, en Israël, aux États-Unis, en Hongrie, en Suisse et en Italie.

## Expositions
- 2024 : « Affaires personnelles », galerie Fernand-Léger, Ivry-sur-Seine[5]
- 2022 : « Unheard Stories », galerie Durev, Paris[6]
- 2021-2022 : « De fil en aiguille », La vitrine du Frac Île-de-France, Paris[7]
- 2018 : « Poste restante, les correspondances », Le Printemps de septembre, Toulouse, CNAP[8]
- 2017 : « Entre les lignes » (commissaire : Ora Kraus), centre d’art Smilenski, Rehovot, Israël
- 2013 : « Au bazar du genre », MUCEM, Marseille[9]
- 2009 : Slick, Le 104, Paris
- 2007 : « Voies Off », Rencontres de la photographie d'Arles

## Filmographie
- Lazare, réalisation Tami Notsani et Laurent Mareschal, composition Laure Chailloux, participants Ilan Dar, Jean Duvignaud, Alain Trutat et al., Tourcoing, Le Fresnoy, 2005 Sur Lazare Kobrynski[10].
- Tour de manège, installation vidéo où elle invite une trentaine de seniors (65-97 ans) à faire un tour de manège[11] ; réalisé dans le 19e arrondissement de Paris.

## Publications
- Unheard Stories, éditions ETH, Zurich, 2022  (ISBN 978-3-907234-65-5)
- Poste restante, Paris, KA art, 2019, 192 p. (ISBN 978-2-9559363-1-3)

## Prix et distinctions
- 2023 : Lauréate, bourse Collection Monographie, Adagp Lauréate, Dotation Fonds d'œuvres et d'archives, Adagp
- 2022 : Finaliste du prix Carré sur Seine
- 2021 : Lauréate du prix Mentor session #3 Houlgate
- 2020 : Lauréate, bourse Ekphrasis, Adagp, AICA France
- 2019 : Lauréate, Rencontres photographiques du 10e[12]
- 2014 : Lauréate du prix Opline